# Ибишлер
Ибишлер (на гръцки: Παράμερο, Парамеро, катаревуса Παράμερον, Парамерон, до 1927 година Ιμπισλέρ, Ибислер) е обезлюдено село в Република Гърция, разположено на територията на дем Бук (Паранести) в област Източна Македония и Тракия.

## География
Ибишлер се намира в северните склонове на Коджадаг над язовирите на река Места, североизточно от Драма и северозападно от Бук.

## История
В началото на XX век селото е турско. Не се споменава в преброяването от 1913 година, а в 1920 година има 60 жители.
През 1923 година жителите на Ибишлер са изселени в Турция по силата на Лозанския договор и на тяхно място са настанени 5 гръцки семейства с 12 души - бежанци от Турция. През 1927 година името на селото е сменено от Ιμπισλέρ (Ибишлер) на Параметрон (Παράμετρον). Поради лошите условия за живот, бежанците напускат селото и то е заличено.
| Година    | 1913 | 1920 | 1928 | 1940 | 1951 | 1961 | 1971 | 1981 | 1991 | 2001 | 2011 | 2021 |
| --------- | ---- | ---- | ---- | ---- | ---- | ---- | ---- | ---- | ---- | ---- | ---- | ---- |
| Население |      | 60   | 15   |      |      |      |      |      |      |      |      |      |